# Giovanni Maria Pirella
Giovanni Maria Marchi Pirella (Nuoro, 1600 circa – Cagliari, 2 novembre 1664) è stato un giudice e un militare del Regno di Sardegna.

## Biografia
Figlio di Giovanni Marchi Manca, famiglio del Sant'Uffizio e di Magdalena Pirella Satta (sorella del prelato Melchiorre Pirella Satta), nacque a Nuoro agli inizi del XVII secolo. Studiò grammatica a Cagliari presso i gesuiti, dove risulta iscritto nel 1616.
Nel 1618 ricevette la tonsura e i quattro ordini minori dal vescovo di Cagliari Desquivel, ma ben presto decise di abbandonare la carriera ecclesiastica per iscriversi all'Università di Bologna, dove conseguì il dottorato in utroque iure (diritto canonico e leggi) il 23 giugno 1627.
Dal 1630 al 1650 servì come auditor de guerra il Ducato di Milano, all'epoca sotto il dominio spagnolo, stato in cui il 2 febbraio 1644 fu eletto all'ufficio di pretore di Tortona per il biennio 1644-1646. Rientrato nella sua patria, fu giudice della Reale Udienza criminale del Regno di Sardegna e svolse un ruolo essenziale nella gestione dell’epidemia di peste che colpì la Sardegna fra il 1652 e il 1656, insieme con il sassarese Gavino Deliperi Paliacho. Grazie ai pieni poteri conferitigli dal sovrano, di cui era alternos, il nuorese risollevò le sorti delle città di Alghero e Sassari. Nel 1656, durante la seconda epidemia di peste, fu richiamato in servizio per arginare il contagio che minacciava la città di Cagliari. Per i suoi meriti, il re di Spagna Filippo IV lo insignì del cavalierato il 6 ottobre 1654. Morì a Cagliari il 22 novembre 1663.